# Trebbin
Trebbin è una città di 9 964 abitanti del Brandeburgo, in Germania.

Appartiene al circondario del Teltow-Fläming.

## Storia
Nel 2003 alla città di Trebbin vennero aggregati i comuni di Lüdersdorf, Schönhagen e Thyrow.

## Società

### Evoluzione demografica
- Sviluppo della popolazione dal 1875 entro gli attuali confini (Linea Blu: Popolazione; Linea puntata: Confronto dello sviluppo della popolazione dello stato del Brandenburgo; Sfondo grigio: Ai tempi del governo nazista; Sfondo rosso: Al tempo del governo comunista)
- Sviluppo recente della popolazione (Linea blu) e previsioni

| Anno | Abitanti |
| ---- | -------- |
| 1875 | 6 594    |
| 1890 | 6 770    |
| 1910 | 7 565    |
| 1925 | 8 087    |
| 1939 | 9 069    |
| 1950 | 10 401   |
| 1964 | 8 913    |

| Anno | Abitanti |
| ---- | -------- |
| 1971 | 8 755    |
| 1981 | 8 316    |
| 1985 | 8 301    |
| 1990 | 8 089    |
| 1995 | 8 360    |
| 2000 | 9 155    |
| 2005 | 9 272    |

| Anno | Abitanti |
| ---- | -------- |
| 2010 | 9 273    |
| 2015 | 9 394    |
| 2016 | 9 474    |
| 2017 | 9 433    |
| 2018 | 9 541    |
| 2019 | 9 639    |
| 2020 | 9 728    |

Fonti dei dati sono nel dettaglio nelle Wikimedia Commons..

## Geografia antropica

### Suddivisioni amministrative
Trebbin si divide in 14 zone, corrispondenti all'area urbana e a 13 frazioni (Ortsteil):
- Trebbin (area urbana)
- Blankensee
- Christinendorf
- Glau
- Groß- und Kleinbeuthen
- Klein Schulzendorf
- Kliestow
- Löwendorf
- Lüdersdorf
- Märkisch Wilmersdorf
- Schönhagen
- Stangenhagen
- Thyrow
- Wiesenhagen[senza fonte]

## Amministrazione

### Gemellaggi
Trebbin è gemellata con:
- Weil am Rhein, dal 1990
- Bognor Regis[senza fonte]